# 小溪河
小溪河，位于安徽省东北部，是淮河中游右岸一条支流，发源于凤阳县与定远县交界处的白云山南麓，自定远县滩子吴村向北经白云山东麓流入凤阳县燃灯寺水库，出库后向北流经凤阳县东部的小溪河镇、小溪河镇后注入花园湖。小溪河从花园湖北岸出流至枣巷镇黄咀村西注入淮河，河口建有花园湖闸。全长52公里，流域面积872平方公里（包括花园湖）。